# Françoise Rey
Pour les articles homonymes, voir Rey.
Françoise Rey, née le  25 octobre 1951 à Bourg-Saint-Maurice, est le pseudonyme d'une autrice française de romans érotiques.

## Biographie
Après une enfance et une adolescence grenobloises, elle suit des études de lettres, puis enseigne deux ans en Vendée, avant de s'établir, en 1976, dans la région beaujolaise.
Mariée, mère de trois enfants, elle est professeur dans un collège de campagne.
C'est à la suite de difficultés personnelles, en 1987, qu'elle écrit La Femme de papier, premier roman à l'érotisme violent et souvent qualifié de "sulfureux". Depuis, par choix, elle s'en tient à ce domaine particulier de la création littéraire.
Cependant, bien que l'écriture lui plaise énormément - et elle est souvent considérée comme la "grande dame de l'érotisme" -, elle ne lui accorde qu'une frange relativement modeste de son existence, son véritable métier, qu'elle exerce avec passion, restant l'enseignement du français. Elle vit en 2007 dans le Rhône (commune du Bois-d'Oingt) et a hérité d'une maison dans la commune de Vaujany, où elle se rend parfois.
Elle a une homonyme, née en 1960, également dans l'enseignement et autrice (la série des Crashs au mont Blanc, notamment), à qui elle explique, dans une lettre en 1989, alors que cette dernière, qui réside à Paris, subit le harcèlement de certains lecteurs et le lui a fait savoir via son éditeur : 

« Sachez , en ce qui concerne le nom "Françoise Rey" , qu'il n'est pas qu'un pseudonyme ; c'est aussi la moitié de mon patronyme de jeune fille ! J'avais choisi un autre nom de plume, mais mes éditeurs ont préféré celui-ci qui, d'après eux "fait plus vrai que nature". Et pour cause ! Acceptez mes humbles excuses pour les nuisances occasionnées.[réf. nécessaire] »

## Récompenses
- Novembre 2011 : Françoise Rey reçoit le prix spécial Éros Évian 2011 pour l'ensemble de son œuvre érotique.